# Freiberger Mulde

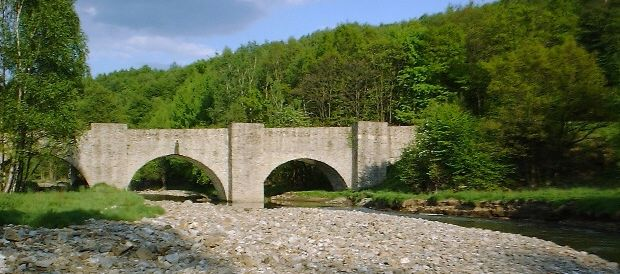
Freiberger Mulde w okolicy Freiberga

Freiberger Mulde – rzeka w Czechach i Niemczech w dorzeczu Łaby o długości ok. 124 km. Wraz z Zwickauer Mulde tworzy Muldę.